# Rainer Thiel (Politiker)

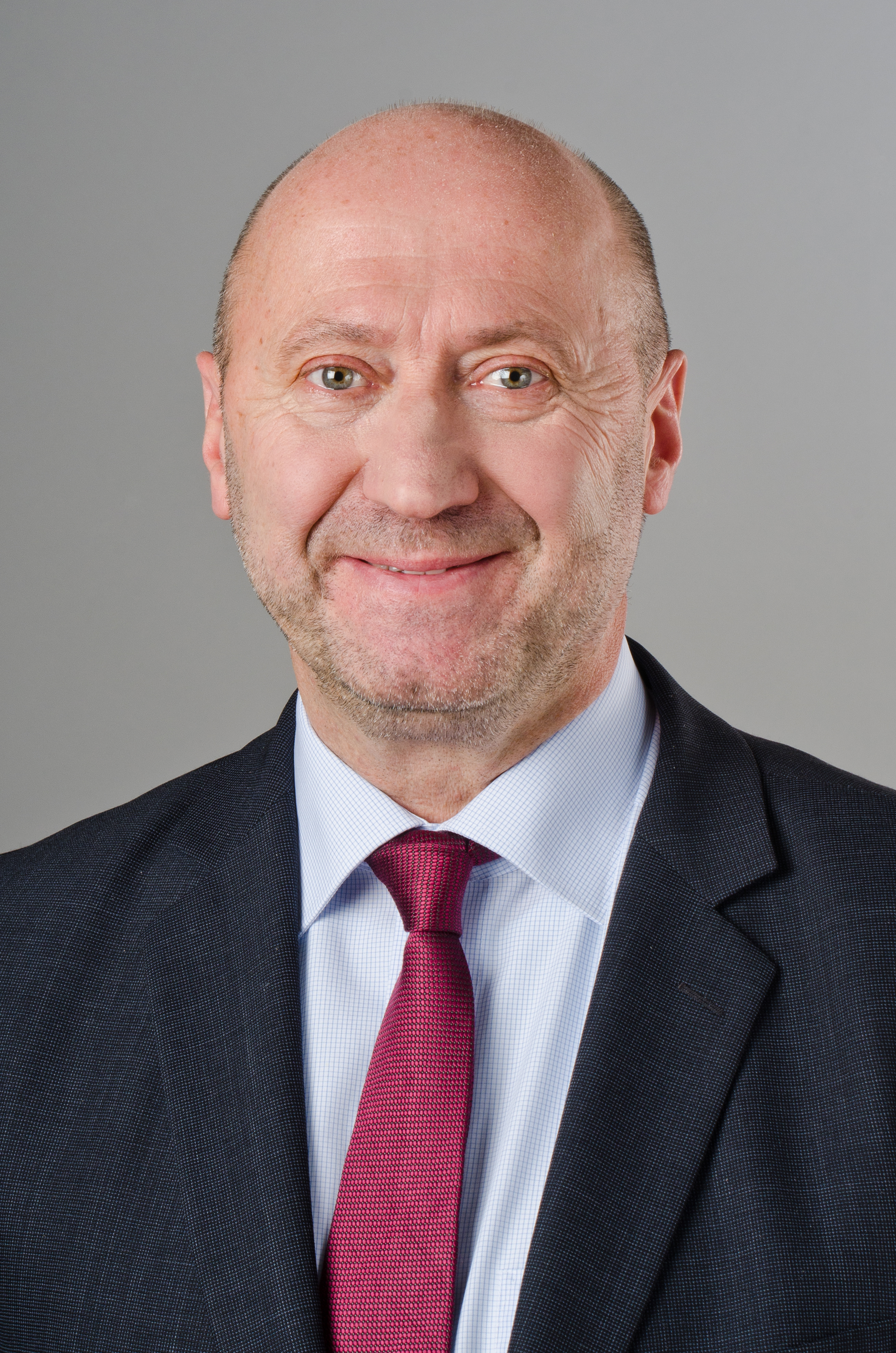
Rainer Thiel (2013)

Rainer Christian Thiel (* 20. September 1951 in Heiligenstadt/Eichsfeld) ist ein deutscher Politiker (SPD). Er war vom 31. Mai 2012 bis zum 31. Mai 2017 Mitglied des Landtages Nordrhein-Westfalen.

## Ausbildung und Beruf
Rainer Thiel wurde am 20. September 1951 in Heiligenstadt im Eichsfeld geboren. Seine Familie zog 1956 nach Montabaur in den Westerwald. Nachdem er 1968 die Schule mit der Mittleren Reife abgeschlossen hatte, absolvierte er von 1968 bis 1972 eine Berufsausbildung zum Starkstromelektriker bei der Siemens Glashütte in Wirges. Er wurde zunächst 1967 Mitglied der Industriegewerkschaft Chemie, Papier, Keramik, ab 1972 der IG Metall. Nach der Lehre arbeitete er bis 1973 auf Montage in Argentinien. Von 1973 bis 1983 war er als Industrieelektriker im Edelstahlwerk Böhler in Düsseldorf tätig. 1980 bis 1981 besuchte er als Stipendiat der IG-Metall die Akademie der Arbeit an der Universität Frankfurt. Von 1983 bis 1989 war Thiel in der Erwachsenenbildung tätig, bis 1985 für „Arbeit und Leben NRW“, ab dann beim DGB-Landesbezirk Nordrhein-Westfalen. Im Jahr 1989 wurde er Geschäftsführer der SPD im Kreis Neuss und blieb es bis 2011.

## Politik
Thiel ist seit 1970 Mitglied in der SPD. Von 1989 bis 2011 war er Geschäftsführer des SPD-Kreisverbands Rhein-Kreis Neuss. 1995 wurde er in den Kreistag des Rhein-Kreises Neuss gewählt. Anfangs umweltpolitischer Sprecher und ehrenamtlicher Geschäftsführer war er ab Januar 2005 zunächst stellvertretender Vorsitzender, bevor er im März 2009 Vorsitzender der SPD-Kreistagsfraktion wurde. Thiel ist seit 2004 Mitglied des Braunkohlenausschusses beim Regierungspräsidenten Köln und seit 2009 Mitglied des Regionalrats Düsseldorf. Zudem ist er Mitglied der „Region Köln/Bonn e.V.“ und in der „Innovationsregion Rheinisches Revier“.
Im Jahr 2009 trat er bei der Landratswahl im Rhein-Kreis Neuss als Kandidat der SPD an. Dabei erzielte er mit 33,8 Prozent das zweitbeste Ergebnis der vier Bewerber, musste sich aber dem CDU-Mitbewerber Hans-Jürgen Petrauschke geschlagen geben.
Bei der Landtagswahl im Jahr 2012 wurde Thiel als Direktkandidat der SPD im Wahlkreis Rhein-Kreis Neuss II mit 39,7 % der Stimmen in den nordrhein-westfälischen Landtag gewählt und setzte sich dabei gegen den Amtsinhaber Wiljo Wimmer durch. Er war ab dem 31. Mai 2012 Abgeordneter des Landtags Nordrhein-Westfalen und dort Mitglied im Ausschuss für Klimaschutz, Umwelt, Naturschutz, Landwirtschaft und Verbraucherschutz, sowie im Ausschuss für Wirtschaft, Energie, Industrie, Mittelstand und Handwerk. Zudem war er ordentliches Mitglied und Sprecher der SPD-Fraktion im Unterausschuss Klimaschutzplan des Ausschusses für Klimaschutz, Umwelt, Naturschutz, Landwirtschaft. Von April 2013 bis Mai 2015 war er Mitglied in der Enquetekommission zur „Zukunft der chemischen Industrie“ in NRW, wo er auch als Sprecher seiner Fraktion fungiert. Seit Juni 2015 war er Mitglied und ebenfalls Sprecher der SPD-Fraktion in der Enquetekommission der „Zukunft von Handwerk und Mittelstand“ in Nordrhein-Westfalen. 
Zur Landtagswahl 2017 trat Rainer Thiel erneut im Wahlkreis Rhein Kreis Neuss II als SPD-Direktkandidat an, zog aber nicht erneut in den Landtag ein.